# (G)I-dle
(G)I-dle, sovint estilitzat tot en majúscules com (G)I-DLE (en coreà: (여자) 아이들), és un grup musical sud-coreà format per noies, sota la firma de Cube Entertainment. Originalment un sextet, després de l'escàndol el 2021 de Soojin, una de les integrants, per acusació d'assetjament escolar, va passar a ser un quintet, conformat per: Soyeon (líder), Miyeon, Minnie, Yuqi i Shuhua.
Van debutar el 2018 amb el single Latata i l'àlbum I Am, però el grup es va fer ràpidament famós arran de dues de les integrants, Soyeon i Miyeon, figurant com a cantants del grup virtual K/DA de League of Legends, representant, respectivament, les campiones Akali i Ahri. D'altra banda, l'àlbum I Never Die (2022) va reforçar la seva presència al panorama musical coreà, ja que el grup va aconseguir mantenir-ne dues cançons, Tomboy i Nxde, en la primera posició de llistes.